# Žan Karničnik
Žan Karničnik, slovenski nogometaš, * 18. september 1994, Slovenj Gradec.
Karničnik je slovenski profesionalni nogometaš, ki igra na položaju branilca. Od leta 2023 igra za NK Celje, s katerim je v sezoni 2023/24 osvojil naslov državnih prvakov. V tej sezoni je bil po izboru sindikata SPINS razglašen tudi za najboljšega nogometaša slovenske prve lige. Pred tem je igral za Radlje ob Dravi, Maribor, Muro, in Ludogorec. Je tudi aktualen slovenski nogometni reprezentant.